# Крис фон Рор
Крис фон Рор (нем. Chris von Rohr; род. 24 октября 1950 года, Золотурн, Швейцария) — швейцарский рок-музыкант, продюсер, писатель, обозреватель, радио- и телеведущий. Наиболее известен как бас-гитарист и основатель хард-рок-группы Krokus.

## Ранние годы
Крис фон Рор родился 24 октября 1950 года в городе Золотурн в Швейцариі, где провёл большую часть детства. Семья немецкого происхождения, среднего класса.
Свой первый музыкальный опыт Крис получил за роялем. В школьные годы отец подарил Крису первую ударную установку. К шестнадцати годам он стал профессиональным барабанщиком.
В 1967 году Крис сформировал группу The Scouts, которая несколько раз меняла названия: Tears Of Love, In и Indian Summer. Под последним группа вместе с Крисом впервые выступила на студенческом балу в отеле «Кройц».
После двухлетнего обучения в государственной бизнес-школе в Невшателе Крис основал группу Plastic Joints, а затем Inside. В это время музыкант зарабатывал на жизнь, работая поваром в отеле "Золотурн Кройц.
После он присоединился к танцевальной группе On the Road.
Позже Крис фон Рор и клавишник Мичи Сабо сформировали дуэт Night Train. Попытки добиться успеха в профессиональном музыкальном бизнесе потерпели неудачу, и поэтому Крис снова пришлось работать поваром в ресторане «Золотурн Кройц».
Позже фон Рор отучился семестр в Джазовой школе в Берне.

## Krokus

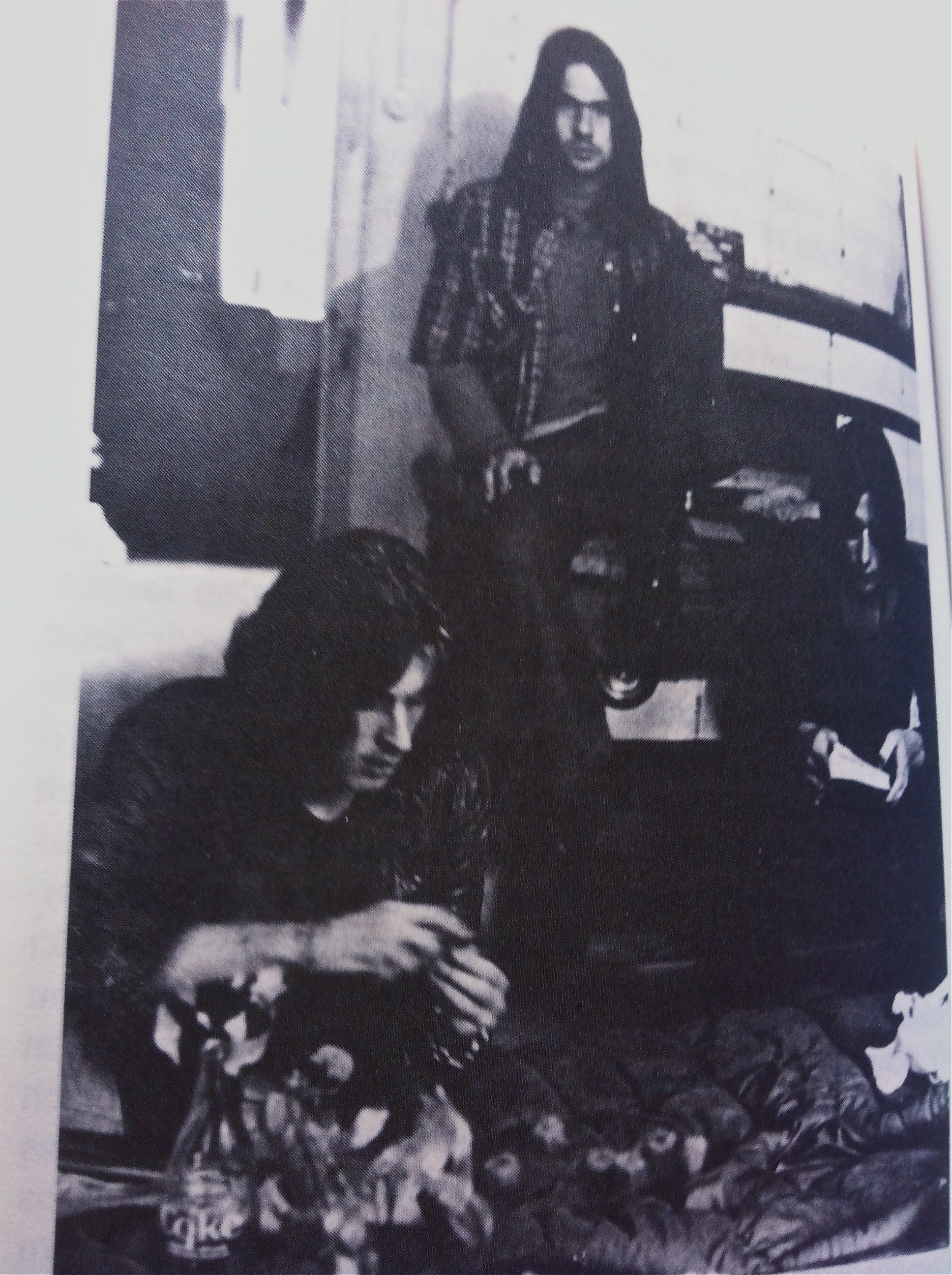
The Band Inside; left to right: Chris von Rohr, Peter Richard, Tommy Kiefer.

После окончания учёбы в Джазовой школе Крис вернулся в Золотурн, и в 1975 году сформировал группу Krokus. Первый публичный концерт был на разогреве у Неллы Мартинетти в зале «Заальбау» в городе Герлафинген. Вскоре после него группу покинул солист Питер Ричард.
Вместе с соло-гитаристом и вокалистом Томми Кифером, ритм-гитаристом Ханси Дрозом и басистом Ремо Спадино Крис записал дебютную пластинку. За несколько дней до выпуска альбома к группе присоединился новый солист Питер Дебритт.
Получив права на название Krokus, Крис бесцеремонно уволил всех участников, кроме Кифера, после чего сформировал новый состав из участников локальной группы Montezuma, в которую входили Фернандо фон Арб на гитаре, Юрг Нагели на бас-гитаре и Фредди Стеди на ударных.

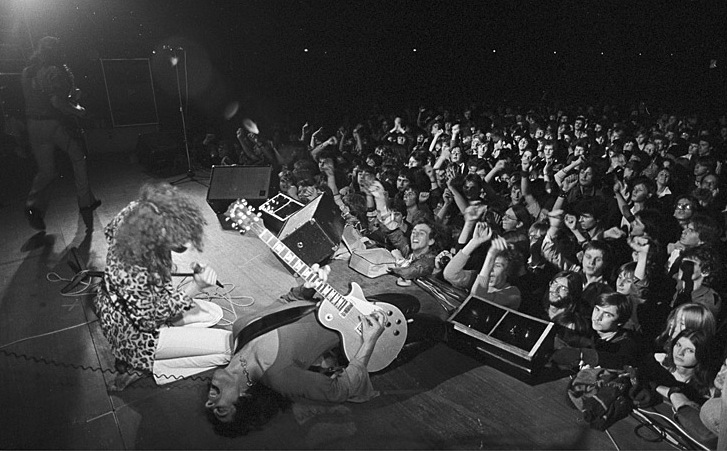
Крис (вокал) и Томми Кифер в 1977 году.

В таком составе группа записала свой второй диск «To You All». Самая успешная песня с него — «Highway Song». После этого Крис занял место в топе швейцарского журнала Pop Magazine «Golden Hammer Award» как вокалист № 1, а Krokus — как рок-группа года.
Затем последовал третий диск «Pain Killer».
Музыкальное направление изменилось, когда все участники группы стали свидетелями концерта AC/DC в зале Волькшаус в Цюрихе. Услышав их исполнение, Крис понял, что не может быть певцом высокого уровня и добровольно передал вокальные обязанности норвежцу Полу Бирку. Однако, тоскуя по родине тот вскоре покинул группу.
Бирка заменил Генри Фриц, который также вскоре покинул руппу из-за предыдущих контрактных обязательств.
После поисков, предпринятых самим Крисом, на роль вокалиста пригласили Марка Стораче, ранее игравшего в Tea.
Когда вокалист был найден, Крис фон Рор переключился на бас-гитару, а Юрг Нагели сосредоточился в основном на продюсировании и микшировании, став также неофициальным клавишником. Вскоре был записан «Metal Rendez-Vous».
Затем последовал «Hardware», пятый по счёту альбом. Группа продолжала набирать популярность. Однако после выпуска альбома ушёл из группы гитарист Томми Кифер.
Шестой диск группы «One Vice at a Time» достиг золотого статуса не только в Швейцарии, но и впервые в истории группы получил золотой статус в США и Канаде.
Кроме того, не без усилий Криса, Krokus установили ещё один рекорд, став первой и единственной швейцарской группой, которая когда-либо собирала билеты на Hallenstadion в Цюрихе. За выпуском альбома последовали обширные туры по Северной Америке и Европе.
В промежутках между всеми гастрольными обязательствами Крису фон Рору удалось найти время, чтобы спродюсировать второй альбом Steve Whitney Band под названием «Night Fighting».
Между тем изменения в составе Krokus продолжились: Стеди был уволен и заменен Стивом Пейсом. Седьмой альбом «Headhunter» получил платиновый статус в США и Канаде, а также золотой в Швейцарии.
За это время Крис и его товарищи по группе также были назначены почетными гражданами штата Теннесси.
Несмотря на волну успеха, пережитого группой в то время, в течение следующих нескольких месяцев два серьёзных негативных события снова изменили ход событий: первое — оплошности певца Марка Стораче и менеджера группы Бутча Стоуна, из-за чего группа в конце концов завершила свой тур по Северной Америке на разогреве у Judas Priest. Второе — очередная волна изменений в составе.
Крис, последний оставшийся член-основатель, был уволен в июне 1983 года за то, что открыто рассказал ежедневной газете «Blick» о своем гастрольном опыте и последовавших эксцессах в туре, а также из-за конфликтов со Стораче и Стоуном.

## Деятельность после Krokus
После увольнения Крис брался за различные проекты: в 1985 году он спродюсировал одноимённый альбом швейцарской рок-группы Headhunter. После этого выпустил сольный альбом «Hammer and Tongue» в 1987 году.
Кроме того, фон Рор начал писать свою автобиографию, которая была опубликована в 1991 году под названием «Hunde wollt ihr ewig rocken». В ней Крис описал безумные события, которые случились с ним во время пребывания в Krokus. Книга честно и искренне рассказывает про детство и юность музыканта. Автобиография, в которой Крис вспоминает взлеты и падения во время своей карьеры в Krokus, впоследствии стала бестселлеров.

## Возвращение в Krokus
Вскоре после выпуска сольного альбома Крис вернулся в Krokus..
Вместе со старыми коллегами — вокалистом Марком Стораче, гитаристами Фернандо фон Арбом и Марком Кёлером, а также барабанщиком Дэни Кривелли, Крис записал десятый альбом группы «Heart Attack». Альбом занял 5-е место в швейцарских чартах альбомов, впервые за шесть лет после успеха «One Vice at a Time».
Однако проблемы с управлением в группе и конфронтация между Марком Стораче и Фернандо фон Арбом при крайней усталости от изнурительных гастролей спрвацировали первый распад Krokus.

## Деятельность в качестве музыканта, журналиста и радиоведущего
После распада Krokus Крис фон Рор работал под псевдонимом «J. LaCross» в качестве продюсера первого альбома Metal Marathon под названием «The Heavy’s».
Позже основал группу «Grand Slam» с Питером Таннером на вокале, соло-гитаристом Мэни Маурером, ритм-гитаристом Тони Кастеллом и барабанщиком Питером Хаасом. Впрследствии они станут новыми участниками Krokus. Вместе с ними Крис гастролировал по Германии, Австрии и Венгрии, в основном исполняя материал со своего сольного альбома, пока группа не распалась в конце 1989 года
Тем временем Крис уже работал радиомодератором на региональной радиостанции Цюриха «Radio 24» и «Радио 32», региональной станции Золотурна. Помимо этого, он вёл шоу «Volles Rohr» (Шаблон:Tr-rm). Также фон Рор писал статьи для различных музыкальных журналов.

## Первый бестселлер и успех, продюсер Gotthard

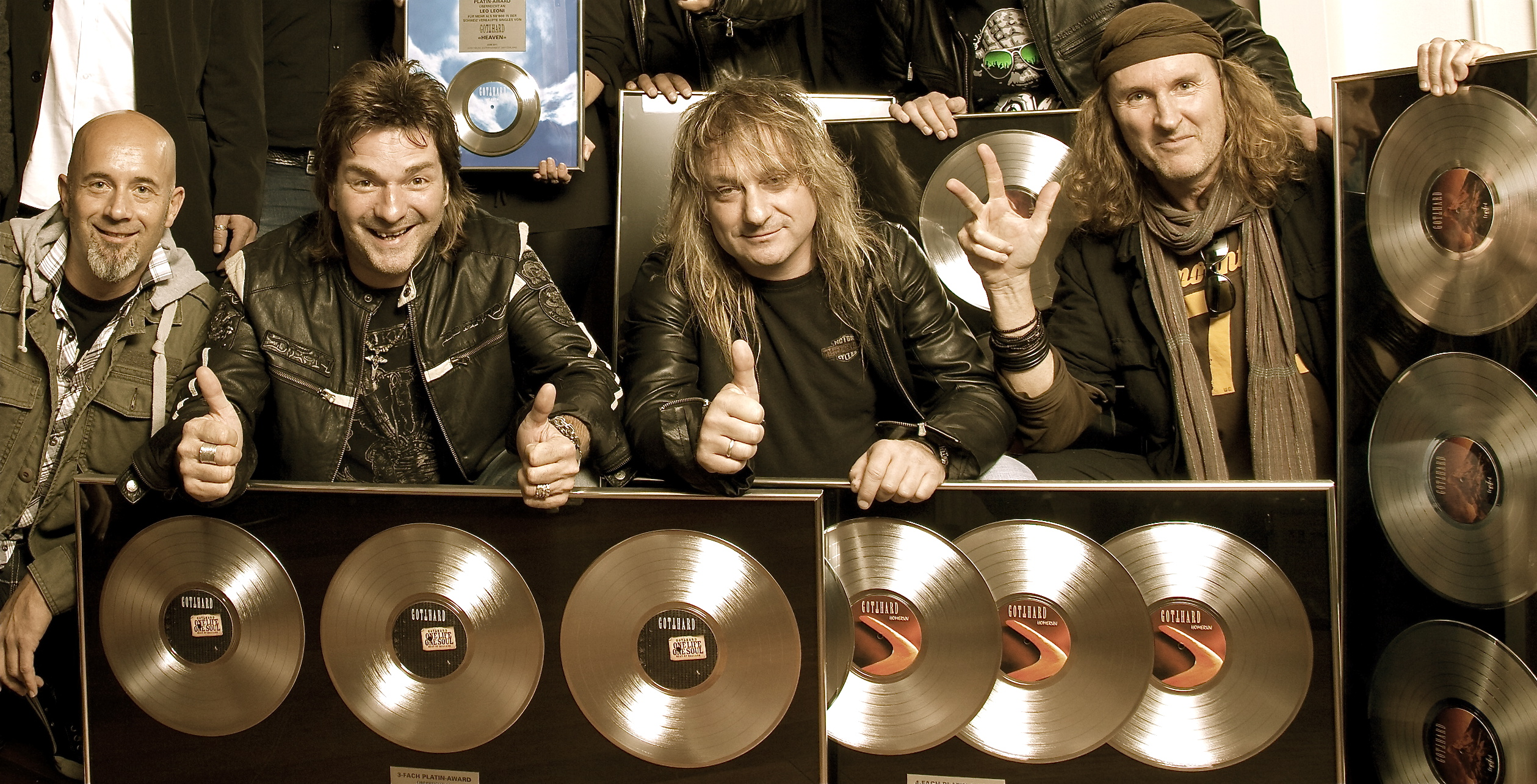
Крис вместе с Gotthard.

В 1991 году Крис фон Рор начал сотрудничество со швейцарской хард-рок-группой Gotthard. Это стало началом успеха для обеих сторон, поскольку выпущенный через год одноимённый альбом занял 5-е место в швейцарских чартах.
В 1993 году Крис также переиздал свой сольный альбом «Hammer and Tongue», изменив название на «The Good, The Bad and The Dög». Переиздание также включало бонус-трек «See You Walking».
Последующие студийные альбомы группы, спродюсированные Крисом («Dial Hard», «G.», «D-Frosted» и «Open») заняли 1-е место в швейцарских чартах.
После этого он принял участие в записи девятого альбома Polo Hofer & The Schmetterband «Härzbluet». Две песни «Es saftigs Müntschi» и «Bärner» были сочинены совместно с Крисом.
Благодаря связям в музыкальном бизнесе он инициировал и спродюсировал песню «Who’s Gonna Shoe Your Pretty Little Foot», написанную в дуэте Поло Хофера с американским блюзовым музыкантом Вилли Де Виллем.
Тем не менее, почивать на лаврах Крис долго не стал: «Homerun», вышедший в 2001 году и включавший в себя сингл «Heaven», а также сборник «One Life One Soul: Best of Ballads» в 2002 году, заняли первое место в швейцарских чартах альбомов. Однако, несмотря на успешные совместные одинадцатилетние рабочие отношения, которые имели свои взлеты и падения, пути Криса фон Рора и группы разошлись в том же году.

## Второй бестселлер

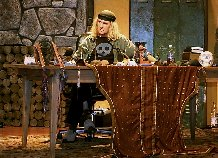
Крис в своём телешоу «Black’n’Blond».

Вскоре Крис фон Рор спродюсировал пятый альбом швейцарской группы Patent Ochsner «Trybguet», выпущенный в феврале 2003 года и занявший 1-е место в швейцарских чартах.
В октябре Крис выпустил вторую автобиографию под названием «Bananenflanke», также довольно быстро ставшую бестселлером. В то же время его первая книга «Hunde wollt ihr ewig rocken» была переиздана в аудиоформате на пяти компакт-дисках.
Помимо этого, в ноябре Крис начал карьеру на телевидении в качестве члена жюри в первой серии шоу талантов «Music Star», которое транслировалось швейцарским телеканалом SF zwei.
За это время в феврале 2004 года был опубликован документальный фильм «Krokus: As Long as We Live», в котором бурная история Криса и Krokus рассказывалась информативно и с разных точек зрения.
Создание этого фильма в конечном итоге положило начало примирению Криса и Фернандо фон Арба и, вследствие, воссоединению «классического» состава Krokus.

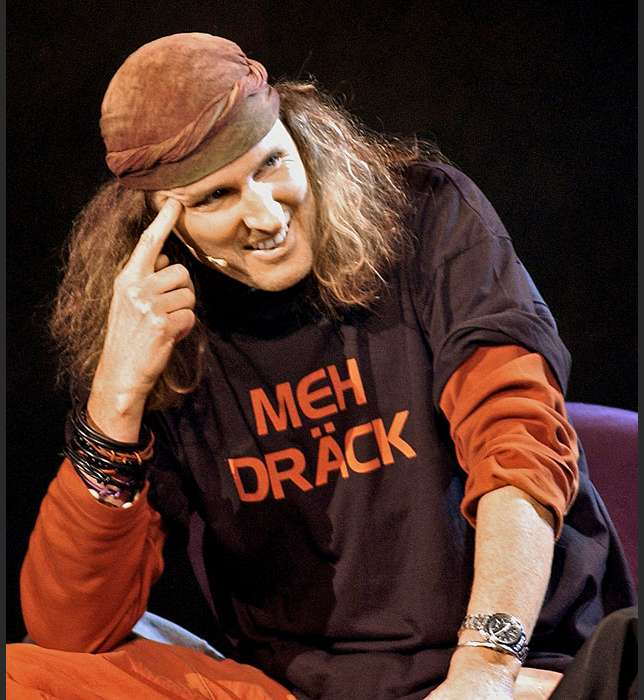
Крис в качестве присяжного заседателя MusicStar в январе 2005 года.

С декабря 2004-го по февраль 2005 года Крис снова появился в качестве присяжного заседателя во втором сезоне шоу талантов «Music Star».
После завершения сезона Крис покинул «Music Star», чтобы вернуться к работе на радио. Радиопередача «VollRohr — Rock’n’Talk» звучала с мая 2005-го по июнь 2006 года на различных радиостанциях Швейцарии.
Попеременно с Петером Бихзелем, Петером Шолль-Латуром и Гельмутом Хубахером, Крис начал вести ежемесячную колонку «Notabene» для журнала Schweizer Illustrierte.
Также в октябре 2005 года вместе с Романом Килхспергером он начал вести на SF 2 ночное телешоу под названием «Black’n’Blond», которое было закрыто в сентябре 2006 года.
Отсутствие Криса фон Рора на телевидении было недолгим: его можно было увидеть в качестве члена жюри в уникальном шоу талантов «Superstar» с октября по декабрь 2006 года. Шоу транслировалось на швейцарском телеканале 3+.

## Возвращение в Krokus и третий бестселлер

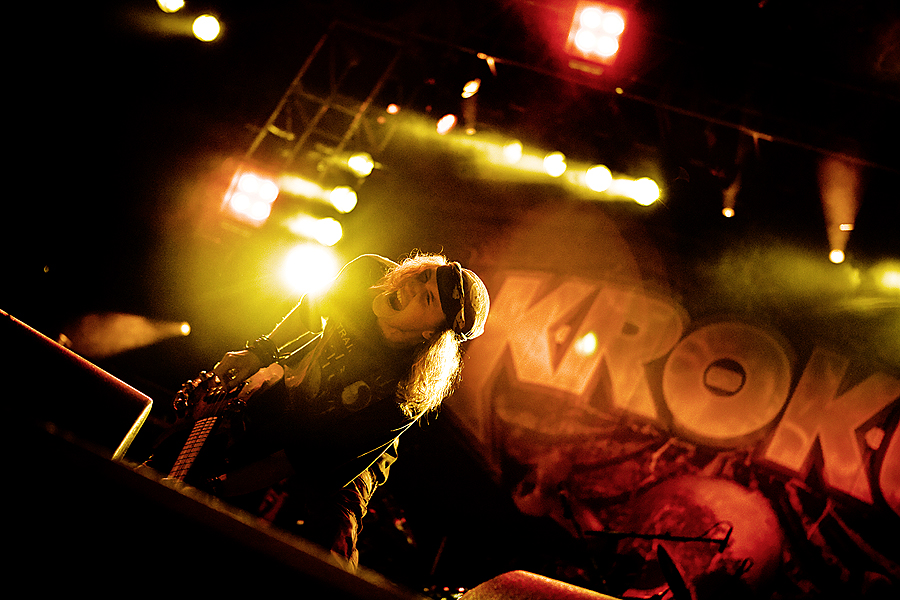
Крис на стадионе Stade de Suisse в Берне, 2008 год.

После долгой творческой паузы Крис вместе с Krokus воссоединились и выступили в конце 2007 года в телешоу «Die grössten Schweizer Hits».
Впоследствии «классический» состав Krokus отыграл свой реюнион-концерт на футбольном стадионе Stade de Suisse в Берне; затем Крис написал гимн для чемпионата мира по хоккею, который проходил в 2009 году в Швейцарии, под названием «Live for the Action».
Затем последовал 16-й альбом Krokus под названием «Hoodoo», в котором Крис фон Рор выступил также и продюсером. Альбом занял 1-е место в швейцарских чартах и в конечном итоге получил платиновый статус.
После этого группа отыграла множество крупных фестивалей и несколько раз выступила в качестве хедлайнеров в Европе до декабря 2010 года.

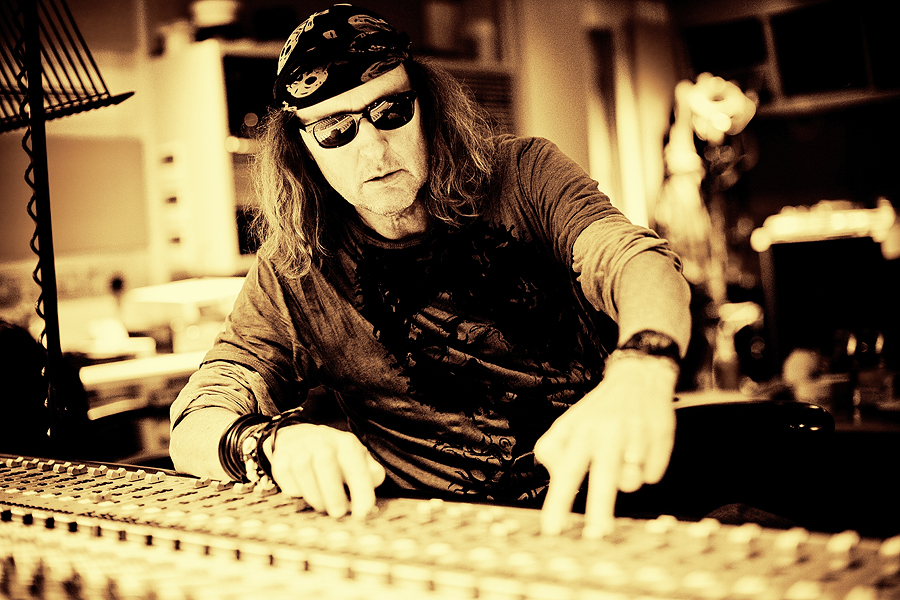
Фон Рор в Abbey Road Studios, 2012 год.

Прежде чем началась подготовка к новому альбому, музыкант опубликовал свою третью книгу под названием «Sternenstaub» (романш. звёздная пыль) в октябре 2011 года, в которую вошли некоторые из заметок, которые он писал за эти годы для известного журнала «Schweizer Illustrierte» как колумнист. Книга поднялась на 9-е место в чартах художественной литературы и таким образом стала бестселлером, как и две предыдущие автобиографии.
После этого Крис выступил в качестве исполнительного продюсера дебютного альбома хард-рок-группы Fox.
Позже музыкант начал запись семнадцатого студийного альбома Krokus «Dirty Dynamite» в знаменитой студии Abbey Road.
Альбом практически сразу же занял 1-е место в швейцарских чартах, а затем получил платиновый статус.
После этого Krokus выступили с несколькими хедлайнерскими концертами в Швейцарии, во время которых Флавио Меццоди был представлен как новый постоянный барабанщик группы. Летом 2013 года группа выступила на нескольких фестивалях по всей Европе.

## Личная жизнь

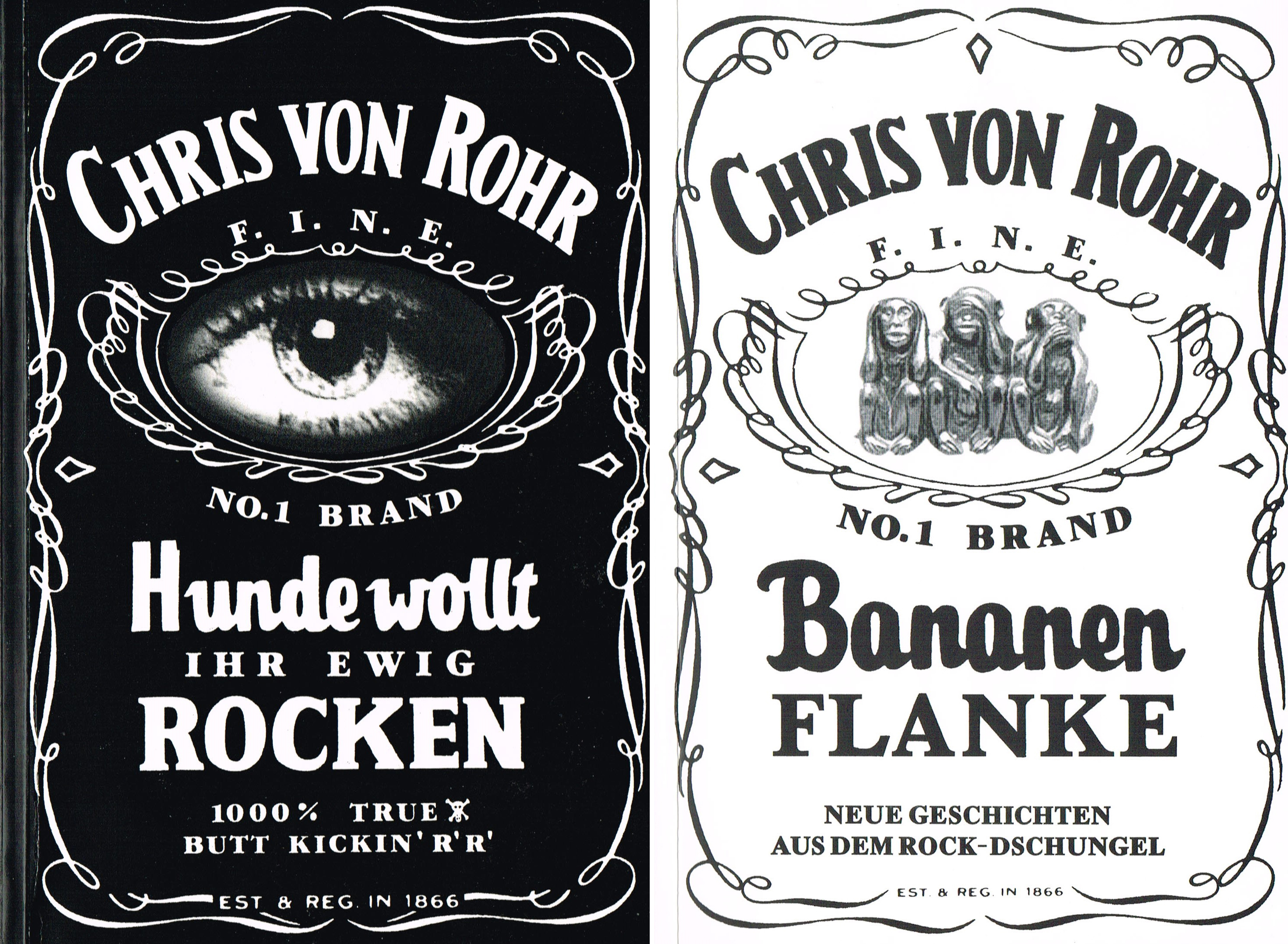
Автобиографии фон Рора: Hunde wollt ihr ewig rocken (1991) и Bananenflanke (2003).

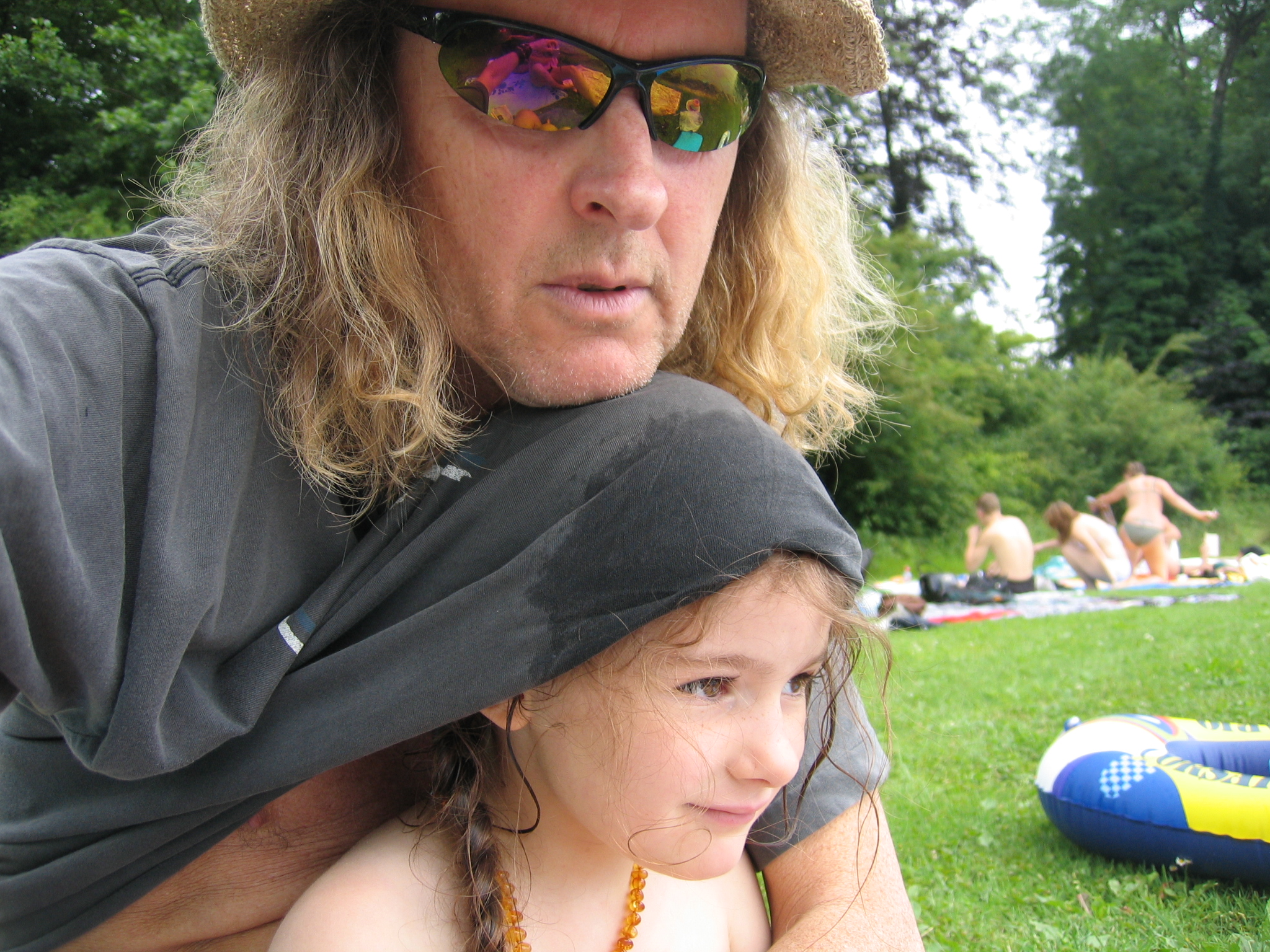
Крис вместе с дочерью Джуэл 17 июня 2007 года.

У Криса есть дочь Джуэл, родившаяся в 2001 году. Также у него есть сын от предыдущего брака.

## Дискография

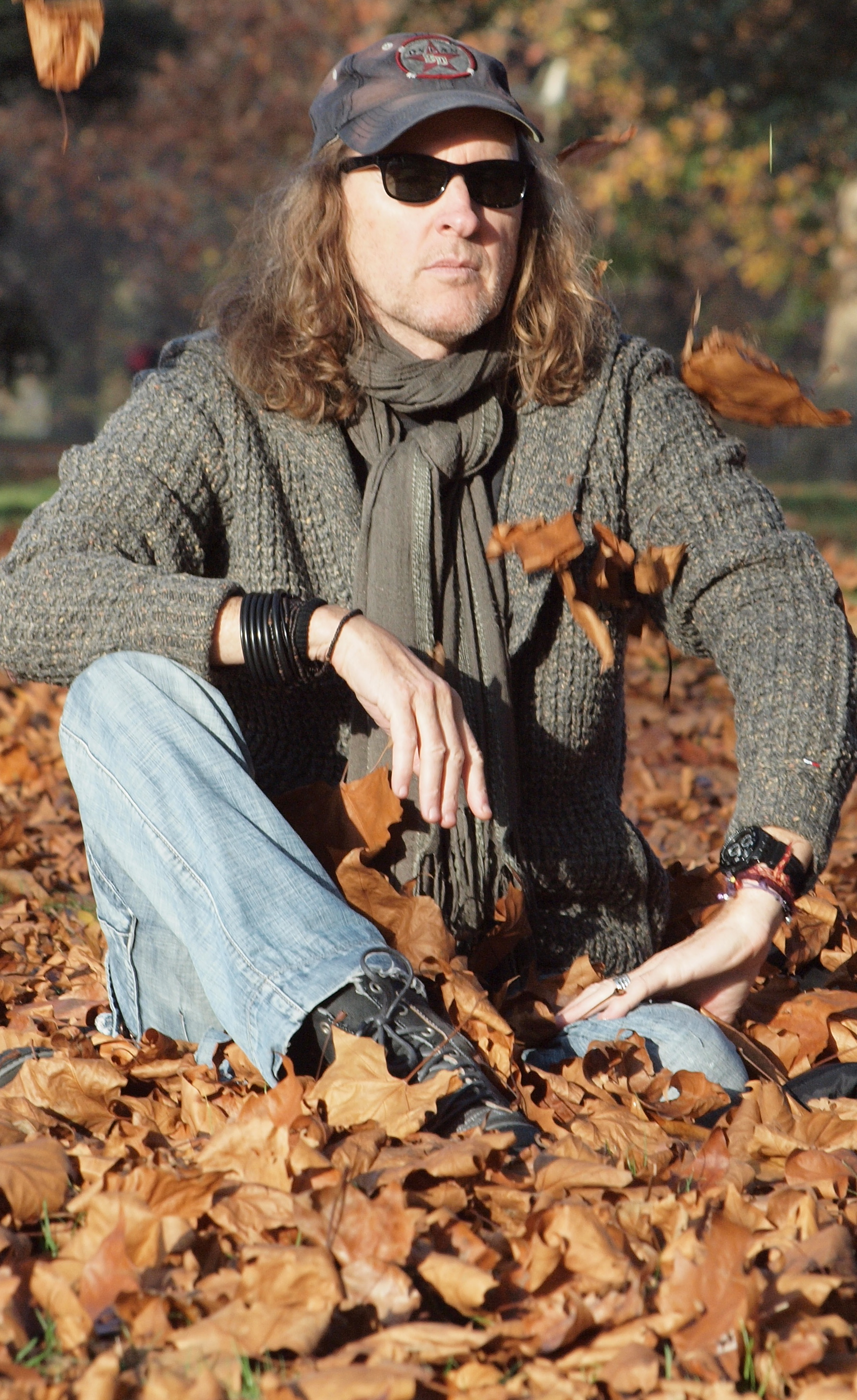
Крис фон Рор в Лондоне осенью 2012 года.

### Krokus
- 1976: Krokus
- 1977: To You All
- 1978: Pain Killer/Pay It in Metal
- 1980: Metal Rendez-vous
- 1981: Hardware
- 1981: Industrial Strength (EP)
- 1982: One Vice at a Time
- 1983: Headhunter
- 1988: Heart Attack
- 2010: Hoodoo
- 2013: Dirty Dynamite
- 2014: Long Stick Goes Boom: Live From Da House Of Rust (Live)

### Соло
- 1987: Hammer and Tongue